# The Call (film, 2013)
Pour les articles homonymes, voir The Call.
Pour plus de détails, voir Fiche technique et Distribution.
The Call, ou L’Appel au Québec, est un thriller américain de Brad Anderson sorti en 2013.

## Synopsis
Jordan (Halle Berry), téléopératrice d'un centre d'appel d'urgence de la police municipale de Los Angeles reçoit l'appel d'une jeune fille nommée Casey (Abigail Breslin), enlevée par Michael Foster, un tueur en série (Michael Eklund). Casey est enfermée dans le coffre d'une voiture et, grâce à un téléphone portable, reste en communication avec Jordan qui, n'ayant pas pu sauver Leah, la précédente victime de ce boucher, va tout mettre en œuvre pour retrouver et sauver la captive. Dans sa fuite, Michael Foster tue deux témoins du rapt. 
Arrivé à destination, Michael Foster sort Casey du coffre et trouve le téléphone dans la poche de Casey, toujours connecté à Jordan. Dans leur conversation, Jordan comprend que Michael a également tué Leah grâce à la même réponse, « C'est déjà fait ». Michael attache Casey à un fauteuil roulant pliable et commence lentement à torturer Casey, la forçant à prendre du protoxyde d'azote. 
La police parvient à découvrir l'identité et l'adresse de Michael, à laquelle sa femme révèle l'adresse d'un chalet où son mari pourrait être. Jordan s'y rend et découvre l'histoire de Michael. Il avait des sentiments incestueux envers sa sœur Melinda et fut désemparé quand elle est morte des suites d'une leucémie. Michael a la tête d'un accessoire qu'il traite comme sa sœur. Il a scalpé et tué des jeunes filles qui ont des cheveux blonds similaires, essayant de trouver des scalps qui correspondent aux cheveux de sa sœur, qu'elle a perdus à cause de la chimiothérapie.
Jordan trouve Casey attachée au fauteuil roulant et attaque Michael alors qu'il commence à la scalper. Elle la libère et elles tentent de s'échapper. Casey poignarde Michael dans le dos avec des ciseaux. après l'avoir assommé, elles l'attachent à une chaise. Lorsque Michael reprend conscience, les femmes lui annoncent qu'elles ont l'intention de le laisser mourir. Il supplie, disant qu'elles ne peuvent pas lui faire ça. Jordan répond avec les propres mots que Michael a dit à la téléopératrice lors des deux enlèvements : « C'est déjà fait ». Elle verrouille la porte et part.

## Fiche technique
- Titre original et français : The Call
- Titre québécois : L’Appel
- Réalisation : Brad Anderson
- Scénario : Richard D'Ovidio d'après une histoire de Richard et Nicole D’Ovidio et Jon Bokenkamp
- Direction artistique : Franco-Giacomo Carbone (en)
- Décors : Charlie Campbell
- Costumes : Magali Guidasci
- Montage : Avi Youabian
- Musique : John Debney
- Photographie : Tom Yatsko
- Production : Bradley Gallo, Jeffrey Graup, Michael A. Helfant, Michael Luisi et Robert Stein
- Sociétés de production : Emergency Films, Troika Pictures et WWE Studios
- Sociétés de distribution :  TriStar Pictures
- Pays d’origine :  États-Unis
- Budget : 13 000 000 $
- Langue : anglais
- Durée : 90 minutes
- Format : Couleurs - 35 mm - 2.35:1 - Son Dolby numérique
- Genre : Thriller
- Dates de sortie :  15 mars 2013 •  29 mai 2013
- Film interdit aux moins de 12 ans lors de sa sortie en salles.

## Distribution
- Halle Berry (VF : Géraldine Asselin ; VQ : Isabelle Leyrolles) : Jordan Turner
- Abigail Breslin (VF : Lutèce Ragueneau ; VQ : Sarah-Jeanne Labrosse) : Casey Welson
- Morris Chestnut (VF : Daniel Lobé ; VQ : Thiéry Dubé) : l'officier Paul Phillips
- Michael Imperioli (VF : Pierre François Pistorio ; VQ : Yves Soutière) : Alan Denado, l'automobiliste
- Michael Eklund (VF : Jérôme Cachon ; VQ : Jean-François Beaupré) : Michael Foster, le tueur
- David Otunga (VF : Jean-Baptiste Anoumon ; VQ : Daniel Roy) : l'officier Jake Devans
- Denise Dowse (en) (VF : Maïk Darah) : Flora, opératrice du 911
- José Zúñiga (VF : Pierre Laurent) : Marco, l'employé du 911 en fauteuil roulant
- Roma Maffia (VF : Frédérique Cantrel) : Maddy, la directrice du 911
- Ella Rae Peck (VF : Jessica Monceau) : Autumn, l'amie de Casey
- Evie Thompson (VF : Claire Bouanich) : Leah Templeton, la première victime
- Jenna Lamia (VF : Mélanie Martinez) : Brooke, l'apprentie téléopératrice du 911
- Steven Williams : Terrence, l'homme qui appelle régulièrement Jordan (voix)
- Justina Machado (VF : Laurence Mongeaud) : Rachel, l'épouse de Michael Foster

Sources et légendes : Version française (VF) sur Voxofilm, Allodoublage et RS doublage; Version québécoise (VQ) sur Doublage.qc.ca

## Distinctions
Sauf indication contraire ou complémentaire, les informations mentionnées dans cette section proviennent de la base de données IMDb.

### Récompenses
- Leo Awards 2014 : Meilleur acteur dans un second rôle pour Michael Eklund

### Nominations
- 40e cérémonie des Saturn Awards 2014 : 
  - Meilleur film thriller
  - Meilleure actrice pour Halle Berry
- Acapulco Black Film Festival 2014 : Meilleure actrice pour Halle Berry
- BET Awards 2013 : Meilleure actrice pour Halle Berry
- Black Reel Awards 2014 : Meilleure actrice pour Halle Berry
- Golden Trailer Awards 2013 : Meilleur thriller
- NAACP Image Awards 2014 : Meilleure actrice pour Halle Berry
- People's Choice Awards 2014 : Meilleur film thriller
- Razzie Awards 2014 : Pire actrice pour Halle Berry
- Rondo Hatton Classic Horror Awards 2013 : Meilleur film
- Teen Choice Awards 2013 : Meilleure actrice dans un film dramatique pour Halle Berry